# Stade d'Oláh Gábor utca
L’Oláh Gábor utcai Stadion (en français : Stade de la rue Gábor Oláh) est le deuxième stade de football de Debrecen en Hongrie. D'une capacité de 10 200 spectateurs, il a été construit dans les années 1950 et se trouve près du grand parc central de la ville, le Nagyerdei Park.  
Il accueille les rencontres de l'équipe locale, le Debrecen VSC mais a également été le domicile de deux autres équipes de Debrecen jusqu'aux années 1970 ainsi que celui du Mezőkövesd-Zsóry SE en 2013 lors de la rénovation de son stade.

## Développements
- 2003 : Rétrécissement du terrain à 110 mètres sur 68 conformément aux exigences de l'UEFA.

- 2008 : La tribune debout bénéficie de sièges et un nouveau panneau d'affichage est installé.

- 2009 : Avant la rencontre de C1 Debrecen–Levadia, un numéro est attribué à chaque siège, de nouveaux bancs de touche sont installés et les sorties de secours sont rénovées.

- 2011 : Une partie du grillage entourant le terrain est retiré.

## Rencontres internationales
| Date          | Équipe locale | Score | Équipe visiteuse | Compétition |
| ------------- | ------------- | ----- | ---------------- | ----------- |
| 29 mars 2000  | Hongrie       | 0 – 0 | Pologne          | Amical      |
| 17 avril 2002 | Hongrie       | 2 – 5 | Biélorussie      | Amical      |

## Configuration
Le stade est doté de 9 200 places assises et un millier de places debout. La capacité UEFA n'est de 9 640 places mais seuls des matchs de qualification peuvent être joué dans le stade car il ne répond pas à tous les critères. Il ne dispose en outre d'aucune tribune couverte.

## Nagyerdei Stadion
L'autre stade de la ville, plus grand, le Nagyerdei Stadion a bénéficié d'un plan de reconstruction en 2014. Le club du DVSC-TEVA déménagera donc définitvement là-bas et pourra également y disputer d'éventuelles rencontres européennes car la nouvelle structure répond à toutes les exigences de l'UEFA. L'avenir du stade d'Oláh Gábor utca est pour le moment incertain, il est possible qu'une équipe à proximité de la ville s'y installe.

## Accessibilité
- En voiture, le stade est accessible par les routes principales 4 et 33 mais aussi par l'autoroute M3.

- La ligne de tramway 1 qui rallie la gare centrale de Debrecen ne dessert pas directement le stade mais les arrêts Nagyerdei körút et Aquaticum permettent d'y accéder après quelques minutes de marche.

- La ligne de trolleybus 2 ne s'arrête pas non plus devant le stade mais à proximité, à l'arrêt Zákány utca.